# 베이스볼 분데스리가
베이스볼 분데스리가(독일어: Baseball-Bundesliga)는 1984년에 설립된 독일의 세미 프로야구 리그이며 16개팀으로 이뤄져 있다. 매년 4월부터 시즌이 시작되며 주말(토,일)에 진행된다. 대부분의 유럽처럼 베이스볼 분데스리가 역시 승강제 시스템을 사용한다. 남부와 북부의 2개의 조로 구성되어 있으며 각 조 마다 8개의 팀이 존재한다.
성적순에 의해 각 조의 4위까지 플레이오프에 진출하여 1위팀은 다른 조의 4위팀과 2위팀도 다른 조의 3위팀과 붙는 식으로 진행된다. 남은 각 조의 하위 4팀은 강등 플레이오프를 거쳐 최종적으로 떨어진 팀이 하위리그 상위팀과 붙어 잔류여부를 판단한다.
이러한 플레이오프를 거쳐 최종적으로 가려진 남은 두 팀이 독일 챔피언을 놓고 경쟁하게 된다. 리그 우승팀은 유러피안 챔피언스 컵에 참가한다. 하위리그는 2 베이스볼 분데스리가, 레기오날리가(Regionalliga)가 있다.
리그 초기에는 맨하임 토네이도가 압도적인 전력으로 우승을 하는 식으로 전개되었으나 최근 몇년간 부흐빈더 레지언나레가 우승을 차지하는 등 전성기를 구가하고 있다.
부흐빈더 레겐스부르크 출신으로 베이스볼 분데스리가가 배출한 1호 메이저리그 베이스볼 선수인 맥스 케플러가 있다. 현재 미네소타 트윈스에서 뛰고 있다.
유럽야구 최초로 Buchbinder Legionäre가 구단 자체에서 인터넷 생중계를 하며 Haar Disciples도 시작했다.

## 2020 시즌 출전 팀
| 북부 리그 - Solingen Alligators - Paderborn Untouchables - Bremen Dockers - Bonn Capitals - HSV Stealers - Wesseling Vermins - Cologne Cardinals - Dohren Wild Farmers | 남부 리그 - Heidenheim Heideköpfe - Buchbinder Legionäre Regensburg - Mannheim Tornados - Mainz Athletics - Haar Disciples - Saarlouis Hornets - Stuttgart Reds - IT sure Falcons |

## 역대 우승팀
| - 1984: Mannheim Tornados - 1985: Mannheim Tornados - 1986: Mannheim Tornados - 1987: Mannheim Tornados - 1988: Mannheim Tornados - 1989: Mannheim Tornados - 1990: Köln Cardinals - 1991: Mannheim Tornados - 1992: Mannheim Amigos - 1993: Mannheim Tornados - 1994: Mannheim Tornados - 1995: Trier Cardinals - 1996: Trier Cardinals - 1997: Mannheim Tornados - 1998: Köln Dodgers - 1999: Paderborn Untouchables - 2000: Lokstedt Stealers - 2001: Paderborn Untouchables - 2002: Paderborn Untouchables | - 2003: Paderborn Untouchables - 2004: Paderborn Untouchables - 2005: Paderborn Untouchables - 2006: Solingen Alligators - 2007: Mainz Athletics - 2008: Buchbinder Legionäre Regensburg - 2009: Heidenheim Heideköpfe - 2010: Buchbinder Legionäre Regensburg - 2011: Buchbinder Legionäre Regensburg - 2012: Buchbinder Legionäre Regensburg - 2013: Buchbinder Legionäre Regensburg - 2014: Solingen Alligators - 2015: Heidenheim Heideköpfe - 2016: Mainz Athletics - 2017: Heidenheim Heideköpfe - 2018: Bonn Capitals - 2019: Heidenheim Heideköpfe |

## 같이 보기
- 유럽 야구 연맹
- 독일 야구 국가대표팀